# Meatmaster
Meatmaster là một giống cừu bản địa trong nước của Nam Phi. Được nuôi vào đầu những năm 1990 với nguồn gốc từ nhiều giống cừu khác nhau, Meatmaster được tạo ra với mục tiêu cải thiện đặc tính thịt của các giống cừu đuôi béo châu Phi. Cừu đuôi béo có những đặc điểm thuận lợi khác nhau như sự cứng rắn và phù hợp với cuộc sống sa mạc, nhưng chậm trưởng thành, có phân bổ chất béo kém và thiếu cơ bắp của các giống cừu châu Âu. Các giống cừu tổng hợp tăng lượng cơ bắp và có phân bố chất béo tốt hơn nhưng giữ lại lớp lông và các đặc điểm mong muốn khác như khả năng chống bệnh truyền qua ve và bản năng sống bầy đàn tốt.
Giống cừu mới Meatmaster này đã được thử nghiệm và nhu cầu về giống này đã được thành lập, trước khi việc đăng ký giống được thực hiện vào khoảng năm 2000. Giống cừu này đã được đăng ký vào năm 2007 và một xã hội các cá thể giống này được thành lập vào năm sau đó. Ngày nay, dòng máu Meatmaster có thể là một hỗn hợp của bất kỳ số lượng giống cừu nào, chẳng hạn như cừu Van Rooy hoặc cừu Merino Nam Phi, nhưng phải chứa gene của giống cừu Damara.
Meatmaster là những con cừu đuôi béo (có nghĩa là chúng không có lông cần cắt ở đó), có nhiều màu khác nhau, và có thể có sừng hoặc không có sừng.